# Robert Corillion
Robert J. Corillion (Le Hanvec, 26 de janeiro de 1908 — 1997) foi um botânico francês.